# 熱走!! Exciting Car Showdown

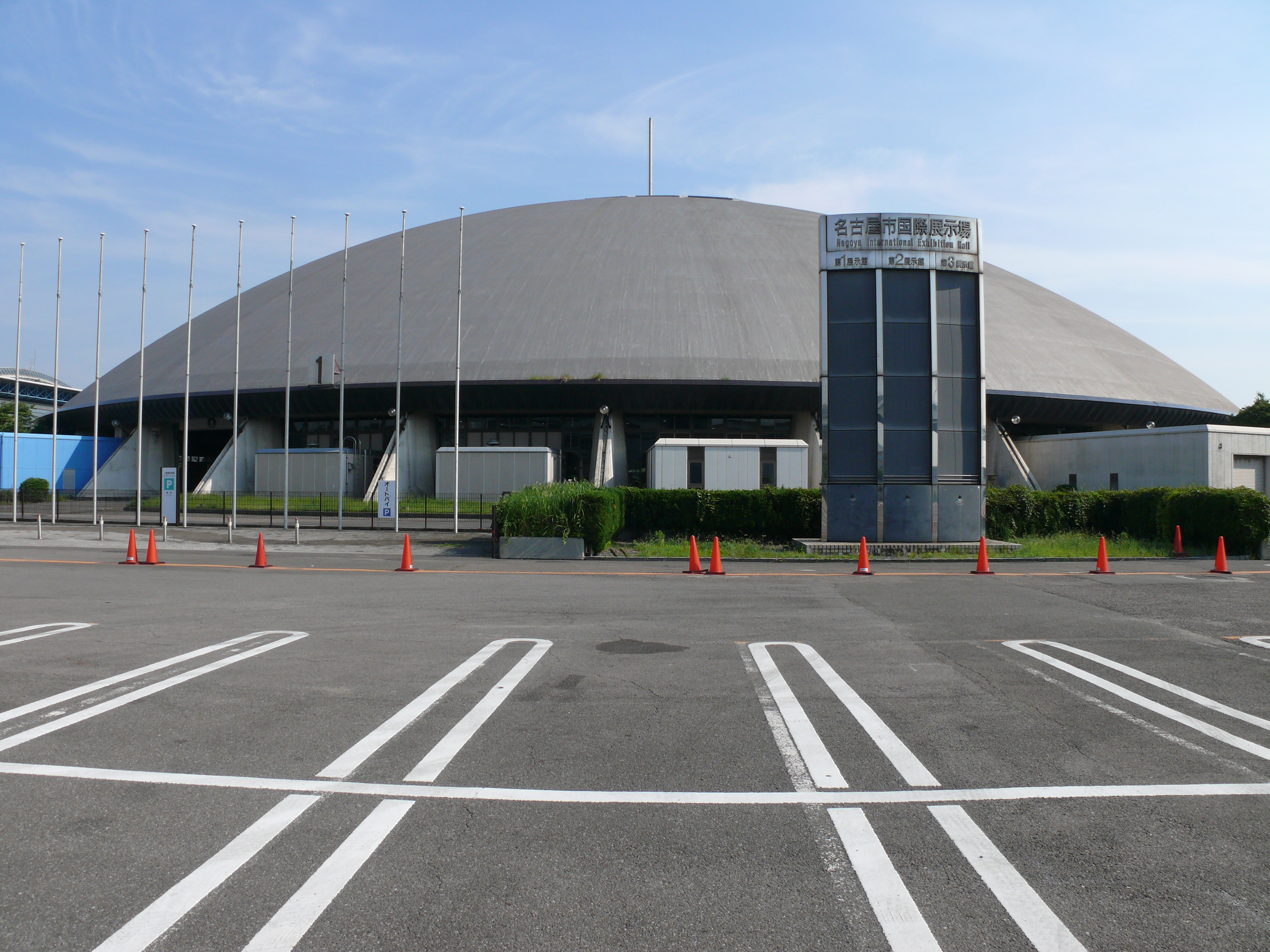
エキサイティングカー・ショーダウンが開催されるポートメッセなごや（名古屋市国際展示場）

熱走!! Exciting Car Showdown（ねっそう・エキサイティングカーショーダウン）は2006年より始まったチューニングカー主体のカーショーである。
発起人はサンプロス名誉顧問の稲田大二郎。主催は特定非営利活動法人オプションランド国際交流協会。後援はアネブル。通称「エキサイティングカー・ショーダウン」。前身はいまのオートサロンの母体になったエキサイティングカーショー。

## 概要
開催時期は春先（3月下旬から4月上旬）で、会場はポートメッセなごやの1号館が使われている。
稲田が発起人であるもうひとつのカーショー『オートサロン』が新車やドレスアップカー、パーツなどの発表会であるのに対し、このエキサイティングカー・ショーダウンは「純粋にチューニングカーの本質に触れる・知ることができる」特質を売りにしている。そのため、キャンペーンガールは参加しない。また「来場者が選ぶ人気投票ランキング」と称して「10Best of Exciting Car（テンベスト オブ エキサイティングカー）」が発表される。ちなみに「Best10」ではなく「10Best」なのは「順位ではなく、純粋に凄いと思わせてくれた10台のクルマを選ぶため」だとしている。

## 10Best of Exciting Car受賞車両
ここでは「10Best of Exciting Car」に選ばれた展示車両を挙げる。左側は車両名、右側は製作したショップ。
2007年度
- TOP☆SECRET V12 Supra（JZA80改） - トップシークレット
- ASM S2000 筑波スペシャル（AP1改） - オートバックスASM横浜
- ステージアトラック★Dトラ（WGC34改） - DEARモータースポーツ
- TOP☆SECRET LBセリカ（TA22改） - トップシークレット
- GP SPORTS with Garally GDB D1SL仕様（GDB改） - GPスポーツ
- TDC GT-1 Supra SHOWMODEL 2007（JZA80改） - タモンデザイン
- BLITZ DIREZZA ER34（ER34改） - BLITZ
- STREAM Z GT-Jr.（RPS13改） - トップシークレット
- GOOD YEAR B324R with Bee★R（BNR32改） - Bee★Racing
- 過給圧5号機SPL（FD3S改） - RE雨宮